# Hồng Thanh Quang
Hồng Thanh Quang, tên thật là Đặng Hồng Quang, sinh ngày 7 tháng 9 năm 1962, là kỹ sư vô tuyến điện, cử nhân báo chí, nhà thơ, nhà báo người Việt Nam. Từng là Tổng Biên tập báo Đại đoàn kết. Đại tá An ninh Nhân dân, nguyên Phó Tổng Biên tập báo Công an nhân dân, chuyên đề An ninh thế giới, chịu trách nhiệm nội dung các chuyên đề An ninh Thế giới Tuần, Giữa tháng và An ninh Thế giới Cuối tháng

## Sự nghiệp
Hồng Thanh Quang, tên thật là Đặng Hồng Quang, sinh năm 1962 tại Hà Nội, trong gia đình bố là bộ đội, mẹ là công nhân. Quê gốc tại xã Nguyên Hòa, huyện Phù Cừ, Hưng Yên. Sau khi tốt nghiệp phổ thông năm 1979, Hồng Thanh Quang thi đỗ vào khoá 14, hệ đào tạo kỹ sư tại Học viện Kỹ thuật Quân sự. Do đạt kết quả thi xuất sắc, ông được tuyển chọn đi du học tại Liên Xô từ tháng 8/1980.
Năm 1986, ông tốt nghiệp kỹ sư vô tuyến điện tại thành phố Ulianovsk Liên Xô cũ Về nước, được phong quân hàm trung úy tháng 9/1986, ông trở thành trợ lý kỹ thuật tiểu đoàn thông tin 29 thuộc Binh đoàn Tây Nguyên.
Tháng 5/1987, Hồng Thanh Quang chính thức bước vào nghề báo, là phóng viên tờ tin Binh đoàn Tây Nguyên (1987-1988) và báo Quân đội nhân dân (1988-2002). Ông là cử nhân lớp báo chí K3 đại học Khoa học xã hội và nhân văn Hà Nội Ông đã có 24 năm phục vụ trong Quân đội nhân dân Việt Nam và từng nhiều năm viết kịch bản và dẫn chương trình Câu lạc Bộ Người yêu thơ trên sóng VTV.
Từ năm 2000, Hồng Thanh Quang bắt đầu cộng tác với báo An ninh Thế giới. Từ tháng 12/2003, ông chính thức là phóng viên báo An ninh Thế giới và báo Công an nhân dân. Năm 2007, Hồng Thanh Quang được phong quân hàm Đại tá An ninh Nhân dân, Phó Tổng Biên tập Báo Công an nhân dân - Chuyên đề An ninh thế giới, chịu trách nhiệm nội dung các chuyên đề An ninh Thế giới Tuần, An ninh Thế giới Giữa tháng và An ninh Thế giới Cuối tháng...
Từ ngày 24 tháng 10 năm 2014 tới 31-12-2019, Hồng Thanh Quang là Tổng biên tập báo Đại Đoàn kết, cơ quan ngôn luận của Mặt trận Tổ quốc Việt Nam. Ông chính thức nghỉ hưu từ 1-4-2020....

## Tác phẩm

### Thơ sáng tác
- "Trữ tình. Thơ" (1993)
- "Không thể nào nguôi" (1996)
- "Mùa dịu dàng" (1999)
- "Chỉ là mơ thấy" (2003)
- "Sống như không thể chết" (2005)
- "101 bài thơ tình" (2009)
- "Nỗi buồn tốc ký" (2013)
- "Chút sen còn lại" (2021)
- "Cỏ bạc triền đê" (2021)

### Thơ dịch
- "Linh cảm người đang yêu" (1995)
- "Gửi người con gái xa xôi" (Konstantin Simonov) (1996)
- "Một góc thơ Nga" (2000)

### Các tác phẩm khác
- "Thời luận" (tuyển tập báo chí, 2000)
- "V.Putin, sự lựa chọn của nước Nga" (bình luận chính trị, 2001)
- "Những lát cắt số phận" (chân dung nhân vật, 2007)

## Suy nghĩ cá nhân
| “                  | Làm thơ, viết báo cũng là một cách để thực hiện nghĩa vụ làm người, làm công dân, làm chiến sĩ, chứ không thể đơn thuần là việc kiếm danh lợi. Nếu không may có vấp váp nào đó thì chỉ đơn thuần bởi thao tác nghiệp vụ chưa chuẩn, chứ không phải bởi cái tâm không sáng. | ” |
| — Hồng Thanh Quang | |   |

## Giải thưởng
- Giải thưởng trong cuộc thi thơ do tạp chí Văn nghệ Quân đội tổ chức năm 1998 - 2000.
- Bằng khen về các tác phẩm dịch thơ Nga Xô Viết do Trung tâm hợp tác quốc tế về khoa học và văn hoá trực thuộc chính phủ liên bang Nga trao năm 2001...
- Giải thưởng Nguyễn Cảnh Toàn năm 2008...

## Gia đình
Hồng Thanh Quang đã từng có thời gian là chồng của Nghệ sĩ Nhân dân Lê Dung. Hôn nhân của họ kéo dài được 6 năm, sau đó 2 người ly dị. Sau đây là lời ông tâm sự:
"Lần đầu gặp Lê Dung, tôi không có khái niệm gì về giọng hát của cô ấy. Tôi mới 28 tuổi, ngây thơ khủng khiếp, hầu như không biết gì về phụ nữ. Dung tuổi 40, người đàn bà ở độ mãn khai. Lê Dung gây ấn tượng với tôi không phải giọng hát, mà như là cậu bé mới lớn bị một người đàn bà hấp dẫn khủng khiếp về giới tính. Rồi chúng tôi cuốn vào nhau không cưỡng được, gắn bó với nhau rồi, tôi xót xa cho những vất vả đa đoan mà Dung phải chịu. Tôi nghĩ tình yêu của mình như một phần thưởng của số phận để bù đắp cho Dung, câu thơ “Tôi đã quên mình chỉ để nghĩ về em…” là hoàn toàn có thực.".

## Tranh cãi
Hồng Thanh Quang cùng với Tạ Bích Loan, tiến sĩ Phạm Mạnh Hà bị cộng đồng mạng chỉ trích nặng nề vì "đấu tố", gay gắt áp đặt quan điểm MC Phan Anh trong chương trình 60 phút mở với chủ đề Chia sẻ trên mạng xã hội để làm gì? trên kênh VTV. Ông cho rằng Phan Anh là "ngụy biện" khi chia sẻ clip "cá chết" của VTC. Ông còn nói với Phan Anh trong chương trình: "Sẽ không ai quan tâm đến bạn nghĩ gì trong đầu, bạn đã khiến nhiều người yêu thương bạn, tin tưởng ở bạn, đặt niềm tin vào chỗ lẽ ra là không nên đặt niềm tin". MC Phan Anh sau chương trình đã nói rằng anh tôn trọng luận điểm của nhà báo Hồng Thanh Quang.Phan Anh kể: "Nhà báo Hồng Thanh Quang là người giúp tôi tự tin với con đường mình chọn vì cách đây 10 năm, sau khi làm Trò chuyện cuối tuần, anh bảo 'Anh nể em, em đã làm anh nói những điều anh nghĩ mình sẽ không chia sẻ. Khi tôi viết format Sao Online ban đầu, người chúng tôi mời chính là anh Quang. Anh đã đưa nhiều góp ý thiết thực rồi nói tôi tự làm MC đi. Anh tin tôi làm tốt". Đồng thời, nam MC bày tỏ sự tôn trọng dành cho đàn anh: "Khi chương trình diễn ra, đúng là tôi có bất ngờ, nhưng tôi tôn trọng luận điểm của anh ấy. Gần cuối cuộc tranh luận, anh có nói 'Tôi tin Phan Anh và rất tán thành một ý - Việc khi nào chúng ta còn chia sẻ, nói nhiều về những chuyện tiêu cực đấy là chuyện bình thường. Đến khi, có một việc tích cực mà mọi người bị shock, phải chia sẻ ầm ầm, đó mới là lo ngại, đáng báo động".